# Донецький планетарій
Донецький планетарій — цифровий повнокупольний планетарій, розташований в Донецьку біля скверу «Сокіл».  
Планетарій був відкритий у 1962 році і спочатку розташовувався в іншій, меншій будівлі. У 2008 році планетарій переїхав до нової будівлі, обладнаної цифровою проєкційною системою, ставши першим в Україні цифровим планетарієм.

## Історія

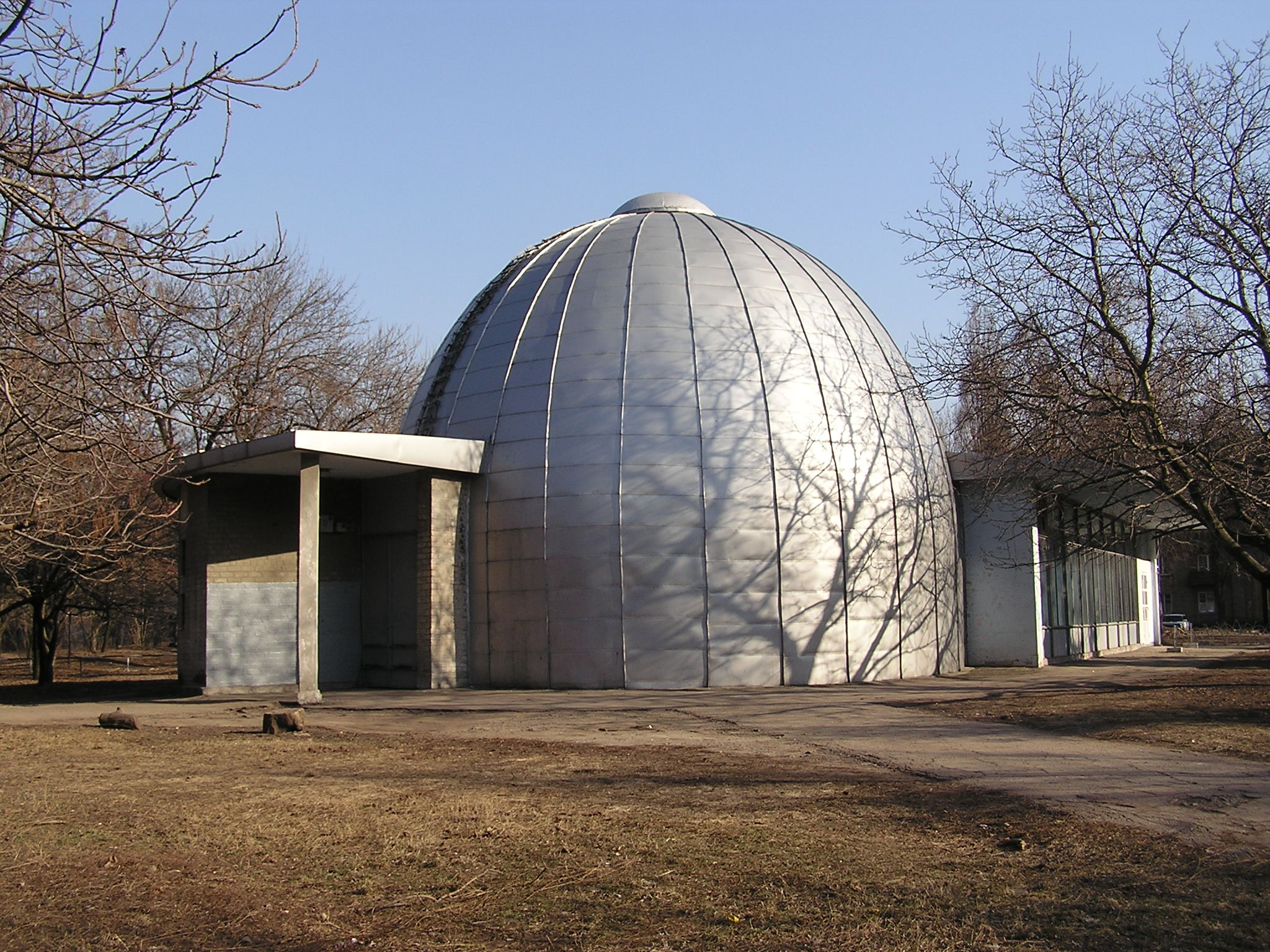
Старий планетарій у Київському районі між вулицями Челюскінців та Артема

### Будівля в Київському Районі
Перша будівля планетарію була збудована в Донецьку в лютому 1962 року за ініціативи професора Дмитра Оглобліна. Планетарій знаходився в Київському районі на вул. Артема, 165. Апарат планетарію «Малий Цейс» був оптико-механічним. 17 лютого 1962 року професор Сергій Костянтинович Всехсвятський прочитав у планетарії першу публічну лекцію з астрономії.
В 1990 в обсерваторію проникли вандали і зламали обладнання.

### Будівля біля скверу «Сокіл»
Нова будівля була збудована у Ворошиловському районі Донецька біля обласного Палацу дитячої та юнацької творчості та скверу «Сокіл». Відкриття будівлі відбулося 30 серпня 2008 року в межах святкування Дня міста. На відкритті були присутні мер Донецька Олександр Лук'янченко, космонавт Олександр Волков, телефоном з борту МКС виступив її командир Сергій Волков.
15 квітня 2011 року Донецька міська рада присвоїла планетарію ім'я льотчика-космонавта Георгія Берегового, уродженця Донецької області.
10-11 грудня 2022 року планетарій зазнав пошкоджень від обстрілів.

## Технічні характеристики
Планетарій знаходиться у двоповерховій будівлі загальною площею близько 700 м2, побудованій ТОВ «Донбаська інвестиційно-будівельна компанія». На проект було витрачено загалом 25 мільйонів гривень. Планетарій має залу на 88 місць діаметром 12 метрів.